# Hermann Tilke
Hermann Tilke (Olpe, 31 de dezembro de 1954), é um arquiteto alemão, designer de circuitos de Fórmula 1 e de outros esportes a motor. Ele é o pai do arquiteto Carsten Tilke.

## Juventude
Tilke nasceu em 31 de dezembro de 1954 em Olpe, Alemanha.

## Corridas
Durante os anos 80, Hermann Tilke competiu nos carros de turismo, principalmente no velho circuito de Nordschleife (atual Nürburgring). Também competiu em corridas de Endurance do campeonato VLN e nas 24 Horas de Nürburgring. Ele e Dirk Adorf venceram em 2003 e 2004 algumas corridas do campeonato VLN com um V8Star.

## Arquitetura
Hermaan Tilke fundou a Tilke Engineering em 1984, combinando a experiência na arquitetura, engenharia civil e engenharia eletrônica para fornecer soluções completas para projetos nos esportes motorizados ou para depósito de lixo.
Uma das primeiras tarefas menores foi uma pequena estrada de acesso a Nürburgring. Mais tarde redesenhou o complexo do primeiro setor deste circuito, em 2002.
O seu primeiro grande trabalho foi uma mudança dramática do rápido Österreichring para o mais curto A1-Ring na Áustria, nos anos 1990.
Tendo feito inúmeras mudanças controversas para fazer circuitos de F1, Hermaan Tilke assegurou contratos para desenhar alguns novos circuitos mundiais de alto perfil.

## Críticas
Os designs das pistas de Tilke têm sido alvo de críticas. Um perfil de 2009 no The Guardian observou que Tilke "foi acusado de pistas chatas e, pior ainda, de massacrar pistas lendárias como Hockenheim". O comentarista russo da Fórmula 1 Alexey Popov até mesmo cunhou o termo "Tilkedrome" para enfatizar o tédio característico das pistas projetadas por Tilke.
O ex-piloto e dono da equipe Jackie Stewart criticou Tilke em um artigo de 2011 no The Daily Telegraph, culpando seus projetos pela falta de ultrapassagens e entusiasmo em muitas corridas de Fórmula 1, dizendo que eles "são em grande parte cópias de carbono uns dos outros". Stewart, enquanto elogiava a grande melhoria que os designs trouxeram para a segurança do esporte, bem como "trouxeram amenidades e luxos fantásticos para o esporte", argumentou que as pistas "foram longe demais" em termos de segurança. Sua principal reclamação foi que as grandes áreas de escoamento do asfalto não conseguem "penalizar erros"; ele citou o Grande Prêmio de Abu Dhabi de 2010, onde Mark Webber não conseguiu passar Fernando Alonso, apesar de este último correr por quatro vezes, pois as áreas de escape da pista não o impediam. Stewart sugeriu que os segundos turnos fossem feitos de uma substância que reduzisse a velocidade dos carros e punisse os erros dos motoristas. Webber concordou com as opiniões de Stewart, afirmando que ele estava "certo". O campeão mundial de 1980, Alan Jones, descreveu os designs de Tilke como "apenas um canto de raio constante após o outro" e "chato".
Outros o defenderam. O piloto e comentarista Anthony Davidson disse que Tilke "entende as demandas dos carros modernos ... ele nos dá áreas de run-off e está tudo bem pensado. Eles são agradáveis de correr porque são adequados para carros de F1 modernos. Em uma pista como Em Silverstone você não consegue tantas ultrapassagens porque foi projetado para carros que eram mais lentos e não dependiam de downforce para velocidade. Mas os circuitos projetados nos últimos anos têm uma longa reta e zona de frenagem maior. "Ele elogiou particularmente a Curva Oito do Parque de Istambul . Elogios semelhantes vieram de Clive Bowen, o diretor administrativo da Apex Circuit Design (parceiro de negócios da Tilke em vários grandes projetos, incluindo o Circuito Internacional de Sepang e o Circuito Internacional do Barém), que chamou Istambul de "um tour de force técnico e estético". Ele também defendeu as mudanças de segurança de Tilke nos trilhos existentes, observando: "Ao interromper aquela longa explosão pela floresta em Hockenheim, ele estava apenas juntando os pontos - ele não tinha muito espaço de manobra".

## Lista de circuitos
Tilke fechou contratos para projetar muitos novos circuitos.
| Legenda | Legenda                       |
| Cor     | Significado                   |
| ------- | ----------------------------- |
| Azul    | Circuito não foi desenvolvido |
| Rosa    | Circuito abandonado           |

| Ano  | Circuito                                    | Localização                                    |
| ---- | ------------------------------------------- | ---------------------------------------------- |
| 1995 | A1 Ring (renovação)                         | Spielberg, Styria, Áustria                     |
| 1999 | Circuito Internacional de Sepang            | Selangor, Malásia                              |
| 2002 | Hockenheimring (renovação)                  | Hockenheim, Baden-Württemburg, Alemanha        |
| 2004 | Circuito Internacional do Barém             | Sakhir, Barém                                  |
| 2004 | Circuito Internacional de Xangai            | Xangai, China                                  |
| 2005 | Fuji Speedway (renovação)                   | Oyama, Japão                                   |
| 2005 | Intercity Istanbul Park                     | Istambul, Turquia                              |
| 2006 | Cancún                                      | Cancún, Quintana Roo, México                   |
| 2006 | Circuito Urbano de Jingkai                  | Yizhuang, Pequim, China                        |
| 2007 | Bucharest Ring                              | Bucareste, Romênia                             |
| 2007 | Colorado Motorsports Country Club Circuit   | Colorado, Estados Unidos                       |
| 2008 | Circuito Urbano de Marina Bay               | Baía da Marina, Singapura                      |
| 2008 | Kandavas Kartodroms                         | Kandava, Letônia                               |
| 2008 | Circuito Urbano de Valência                 | Valência, Espanha                              |
| 2008 | Lippo Village International Formula Circuit | Lippo Karawaci, Tangerang, Banten, Indonésia   |
| 2009 | Circuito de Yas Marina                      | Ilha de Yas, Abu Dhabi, Emirados Árabes Unidos |
| 2009 | Ciudad del Motor de Aragón                  | Alcañiz, Aragão, Espanha                       |
| 2010 | Circuito Urbano de Dublim                   | Dublim, Irlanda                                |
| 2010 | Circuito Internacional da Coreia            | Yeongam, Coreia do Sul                         |
| 2010 | Moscow Raceway                              | Volokolamsk, Oblast de Moscou, Rússia          |
| 2010 | Kazakhstan Motorcity                        | Cazaquistão                                    |
| 2010 | Atlanta Motorsports Park                    | Dawson, Georgia, Estados Unidos                |
| 2010 | Oslofjord Panoramic Racepark                | Oslofjord, Oslo, Noruega                       |
| 2011 | Rudskogen Motorpark (renovação)             | Rakkestad, Østfold, Noruega                    |
| 2011 | Circuito Internacional de Buddh             | Greater Noida, Utar Pradexe, Índia             |
| 2012 | Circuito das Américas                       | Elroy, Texas, Estados Unidos                   |
| 2012 | Sibirian Ring                               | Novosibirsk, Oblast de Novosibirsk, Rússia     |
| 2013 | Port Imperial Street Circuit                | Nova Jérsei, Estados Unidos                    |
| 2013 | Autodromo y Centro Cultural Motorpark       | Chile                                          |
| 2014 | Autódromo de Sóchi                          | Sóchi, Krai de Krasnodar, Rússia               |
| 2014 | Osijek - Tvrđa                              | Osijek and Tvrđa, Croácia                      |
| 2014 | Bistra - Zagreb                             | Zagrebe, Croácia                               |
| 2014 | Circuito Internacional de Chang             | Buriram, Tailândia                             |
| 2015 | Mercedes-Benz Arena Temporary Track         | Stuttgart, Baden-Württemberg, Alemanha         |
| 2016 | Vancouver Island Motorsport Circuit         | Colúmbia Britânica, Canadá                     |
| 2016 | Circuito Urbano de Bacu                     | Bacu, Azerbaijão                               |
| 2017 | Kuwait Motor Town                           | Ali Sabah Al Salem, Kuwait                     |
| 2017 | Circuito Internacional de Jakabaring        | Palembang, Indonésia                           |
| 2017 | Circuito Internacional de Sentul            | Bogor, Java Ocidental, Indonésia               |
| 2018 | Pradera Verde Racing Circuit                | Pampanga, Filipinas                            |
| 2018 | V1 Auto World                               | Tianjin, China                                 |
| 2018 | Circuito Urbano de Hanói                    | Hanói, Vietnã                                  |
| 2019 | Igora Drive                                 | Oblast de Leningrado, Rússia                   |
| 2020 | Jakarta Monument Street Circuit             | Jacarta, Indonésia                             |
| 2021 | Circuito Urbano de Gidá                     | Gidá, Arábia Saudita                           |